# Garten der Möllenvogtei

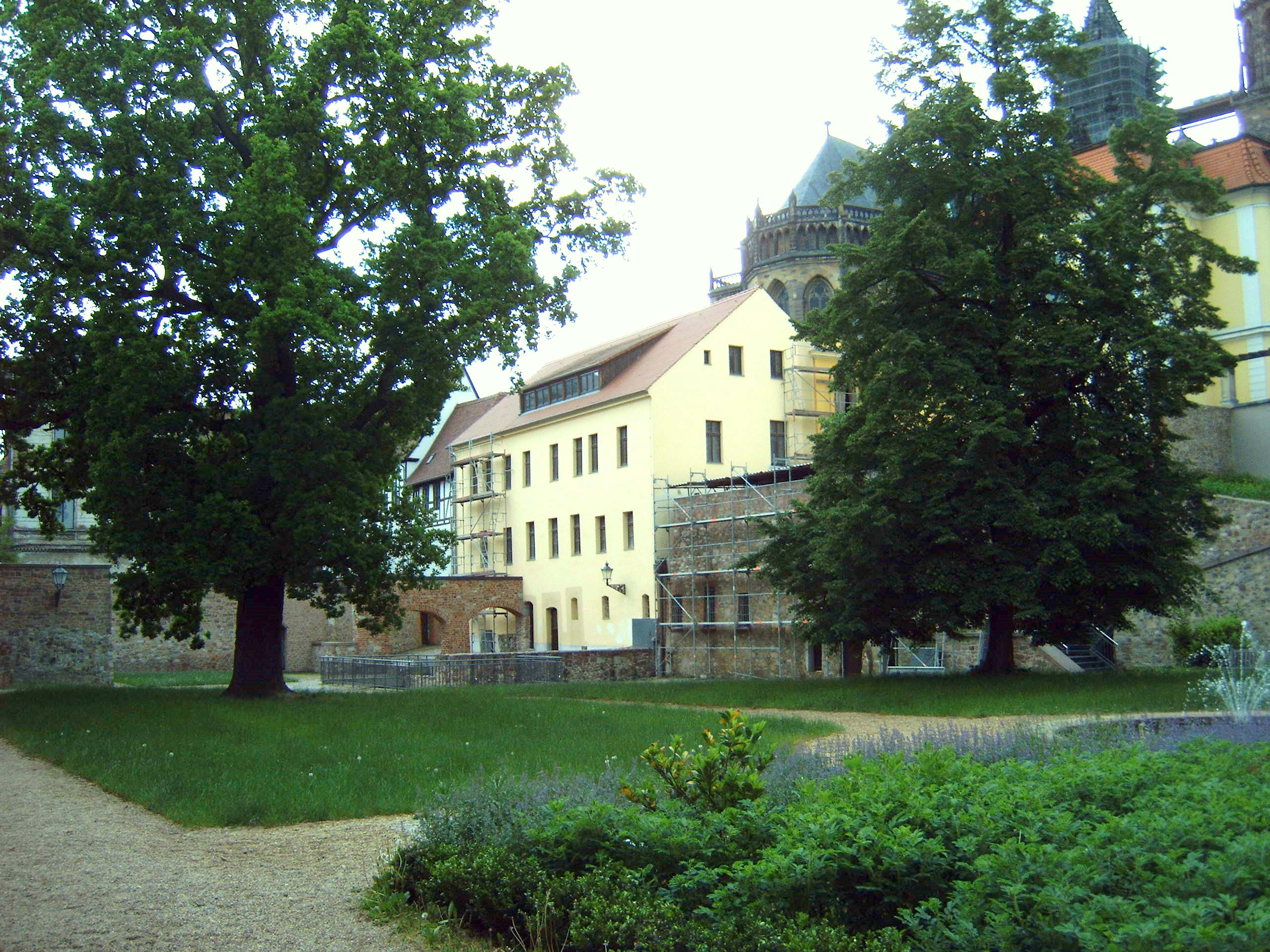
Möllenvogteigarten im Jahr 2006 – Blick nach Süden

Der Garten der Möllenvogtei ist eine unter Denkmalschutz stehende Gartenanlage im Magdeburger Stadtteil Altstadt. In unmittelbarer Nähe des Magdeburger Doms gelegen, „versteckt“ sich die Anlage hinter Mauern.

## Geschichte
Die Geschichte dieser Anlage reicht bis in die Entstehungszeit der Magdeburger Altstadt zurück. Seit die Örtlichkeit für den erzbischöflichen Baumgarten genutzt wurde, ist sie wohl nur noch als Freifläche genutzt worden und ist somit wohl die älteste Freianlage der Stadt.
Der Name Möllenvogtei stammt aus der Mitte des 15. Jahrhunderts und bezieht sich auf eine dort befindliche Mühle und den in der Nähe wohnenden erzbischöflichen Vogt. Die erstmalige Erwähnung des Vogteigartens stammt aus dem Jahr 1377, als die Magdeburger Bürger hinter der Möllenvogtei einen kleinen Hafen anlegen mussten, damit der Erzbischof einen eigenen Hafen zur Verfügung hatte.
Im Westen der Anlage befindet sich das einzige noch erhaltene Stadttor Magdeburgs. Es wurde 1493 errichtet, nach dem ein Vorgängerbau abgerissen wurde. Der Hafen verfiel in der folgenden Zeit, er wird in historischen Quellen oft als Sumpf erwähnt, auf dem Stadtplan des Otto von Guericke aus dem Jahr 1632 ist der Hafen bereits von der Stadtmauer umschlossen und besitzt keine Ausfahrt mehr.
Nach der Einrichtung des Königreichs Westphalen ging der Garten 1810 (als Teil der Stiftsfreiheit) an den Magdeburger Magistrat.
Nach Sanierungsarbeiten im letzten Jahrzehnt erfreut sich die Anlage stetigen Zulaufs, z. B. durch Open-Air-Theateraufführungen.

## Sehenswertes
Der Zugang zum Möllenvogteigarten vom Domplatz aus erfolgt durch die Ausfahrt an der Möllenvogtei, Magdeburgs einzig erhaltenes Stadttor. Östlich des Gartens ist der Chor der Sankt-Gangolfi-Kapelle zu erkennen. Südlich befindet sich das Haus Fürstenwall 3b. Auf der Ostseite sind historische Skulpturen in die Westwand des Fürstenwalls integriert.